# Ommerschans
Ommerschans (52° 35′ N, 6° 24′ L) é uma vila dos Países Baixos, na província de Overijssel. Ommerschans pertence ao município de Ommen, e está situada a 16 km, a sul de Hoogeveen.
A área de Ommerschans, que também inclui as partes periféricas da cidade, bem como a zona rural circundante, tem uma população estimada em 290 habitantes.